# Cei 1000 de ochi ai Dr. Mabuse
Cei 1000 de ochi ai Dr. Mabuse (titlul original: în germană Die 1000 Augen des Dr. Mabuse) este un film thriller coproducție internațională (RFG-Franța-Italia), realizat în 1960 de regizorul Fritz Lang, protagoniști fiind actorii Dawn Addams, Peter van Eyck, Gert Fröbe, Wolfgang Preiss.
Filmul este continuarea filmului Dr. Mabuse, der Spieler în două părți, realizate de Fritz Lang în 1922.

## Distribuție
- Dawn Addams – Marion Menil
- Peter van Eyck – Henry B. Travers
- Gert Fröbe – comisarul Jochen Kras
- Wolfgang Preiss – profesorul Jordan/Cornelius
- Werner Peters – Hieronymus B. Mistelzweig
- Andrea Checchi – Berg, detectivul hotelului
- Marieluise Nagel – blondina
- Reinhard Kolldehoff – Roberto Menil
- Howard Vernon – Nr. 12
- Nico Pepe – directorul hotelului
- Jean Jacques Delbo – Cornelius’ Diener
- David Cameron – Michael Parker
- Linda Sini – Corinna
- Renate Küster – crainica TV
- Rolf Weih – șeful Interpolului
- Rolf Möbius – ofițerul de poliție
- Lotte Alberti – sora Agnes
- Manfred Grote – asistentul criminalist Keyser
- Maria Milde – camerista
- Albert Bessler – inginerul hotelului
- Wolfgang Völz – barmanul Karl
- Werner Buttler – Nr. 11
- Hans W. Hamacher – șeful Oficiului de Criminalistică
- Egon Vogel – medicul poliției
- Bruno W. Pantel – reporterul
- Dieter Hallervorden – un reporter